# Roger Aiken
Pour les articles homonymes, voir Aiken.
Roger Aiken est un coureur cycliste irlandais, né le 19 mai 1981 à Banbridge. Il est spécialiste du cyclo-cross et sextuple champion d'Irlande de la discipline. 

## Biographie
En 2010, il participe au championnat du monde de cyclo-cross, où il abandonne.

## Palmarès en cyclo-cross
- 2002-2003
  -  Champion d'Irlande de cyclo-cross espoirs
- 2004-2005
  - 2e du championnat d'Irlande de cyclo-cross
- 2005-2006
  -  Champion d'Irlande de cyclo-cross
  - 2e du championnat d'Irlande de cyclo-cross
- 2006-2007
  - 2e du championnat d'Irlande de cyclo-cross
- 2007-2008
  -  Champion d'Irlande de cyclo-cross
- 2011-2012
  - 2e du championnat d'Irlande de cyclo-cross
- 2012-2013
  -  Champion d'Irlande de cyclo-cross
- 2013-2014
  -  Champion d'Irlande de cyclo-cross
- 2015-2016
  -  Champion d'Irlande de cyclo-cross
- 2016-2017
  -  Champion d'Irlande de cyclo-cross

## Palmarès sur route
| - 2002 - 3e du championnat d'Irlande du critérium - 2005 - 1re étape de la Rás Tailteann - 2008 - Noel Teggart Memorial - 2e de la Rás Tailteann - 2013 - 1re étape du Tour d'Ulster - 2e du Tour d'Ulster | - 2016 - Travers Engineering Annaclone GP - John Moore Memorial - Tour of Ards - 2017 - Banbridge Criterium |

## Palmarès en VTT
| - 2007 - 3e du championnat d'Irlande de cross-country - 2012 - 2e du championnat d'Irlande de cross-country | - 2013 - 3e du championnat d'Irlande de cross-country - 2018 - 2e du championnat d'Irlande de cross-country |